# Магауин, Мухтар
Мухтар Муханович Магауин (каз. Мұхтар Мұқанұлы Мағауин; 2 февраля 1940, Чубартауский район, Семипалатинская область — 9 января 2025, Мэриленд, США) — советский и казахстанский писатель, прозаик, публицист, переводчик, исследователь фольклорного наследия казахов, доктор филологических наук.
Народный писатель Казахстана (1996). Лауреат Государственной премии Казахской ССР имени Абая (1984) и Международной премии «За заслуги в тюркском мире» (1997).

## Биография
Происходит из рода жастабан племени абак керей.
В 1962 году окончил Казахский государственный университет (ныне — Казахский национальный университет), в 1965 — аспирантуру. Работал заведующим отделом литературной критики газеты «Қазақ әдебиеті».
В 1997 году получил международную премию Фонда деятелей искусств и писателей Турции «За заслуги перед тюркским миром». Премию М. Магауину вручил в Анкаре 7 мая 1998 года лично президент Турецкой Республики Сулейман Демирель.
Его перу принадлежат переводы на казахский язык сборника избранных рассказов Соммерсета Моэма (1968), романа Генри Хаггарда «Копи царя Соломона» (1975), пьесы Николая Погодина «Кремлёвские куранты» и др.
Мухтар Магауин с 2006 года жил за пределами Казахстана — в Чехии(2007 год) где жил около 6 лет, потом городе Карловые Вары около 3-х лет и в 2015 году он вместе со старшим сыном Едыге Магауиным, бывшим руководителем Казахской службы радио «Свобода», уехал в США. Он не терял связь с родиной и следил за событиями в Казахстане. Писатель негативно относился к авторитарным тенденциям в казахстанской политике, критиковал закон, позволяющий продажу земли, выступал за сохранение истоков, казахского языка и культуры.
Скончался 9 января 2025 года в США, в штате Мэриленд в возрасте 84 лет.
Жаназа, заупокойная молитва, прошла в мечети Diyanet Center of America в Вашингтоне.
Проститься с Магауиным пришли десятки человек. Среди них посол Казахстана в США Ержан Ашикбаев, консул Жусуп Орынбай, представители казахской диаспоры за рубежом, студенты, обучающиеся в Америке. Они выразили соболезнования родным писателя, в том числе сыну Едиге Магауину и его семье.
Тело Мухтара Магауина предали земле на кладбище Parklawn Memorial рядом с Вашингтоном.
Президент РК Казахстана Касым-Жомарт Токаев направил семье Магауиных телеграмму с соболезнованиями.

## Семья
Родился в семье учителей.
Жена - Бахытжамал, у пары было 4 сына и 2 дочери. От них супружеская пара имела 20-ти внуков и 5-6 правнуков.
Сын - Магжан Магауин скончался 24 июня 2025 году от сердечнего приступа в больнице № 7. Похороны состоялись 25 июня, в 10:00 часов в селе Райымбек.

## Произведения и сборники
- «Белый снег, пушистый снег» (1969),
- «Голубое марево» («Көк мұнар», 1972),
- «Братья и сёстры» (1974),
- «Смерть гончей» (1978),
- «Гибель борзого» («Тазының өлімі», 1978),
- «Змеиное лето» (1984),
- «Лирическое отступление» (1986),
- «Вешние снега» (1990),
- «Азбука казахской истории» («Қазақ тарихының әліппесі», 1993)
- «Кыпшакская красавица» («Қыпшақ аруы»),
- «Напевы кобыза»,
- «Кобыз и копье» или как правильнее, «Отзвук/мелодия кобыза» («Қобыз сарыны»; 1968, монография о виднейших казахских жырауах-напевцев, как и акыны/поэты),
- «Смутное время» (дилогия),
- «Шахан-Шер — человек — тигр»,
- «Дети одного отца» («Бір әкенің балалары»),
- историческая книга «Казахская орда»,
- «Шынгыс Хан» («Шыңғыс хан», тетралогия в 4 томах; впервые издавалась в 2011—2016 годы в Алмате; 1-й — 2011, 2-ый — 2013, 3-ый — 2014, 4-й — 2016).
- Собрание сочинений в 13 томах (Алматы, издательство «Каганат», 2002)
- Собрание сочинений в 26 томах (на казахском языке, Мэриленд, Силвер Сприн, издательство Magauin Publishing, 2020)

## Критика
Российский историк А. В. Грозин, старший научный сотрудник Института востоковедения РАН, критикует Магаиуна за то, что тот «активно развивает идею о „натравливании“ Россией на казахов их „исторического“ врага — Джунгарии»

## Награды
- 1970 — Медаль «В ознаменование 100-летия со дня рождения Владимира Ильича Ленина».
- 1984 — Государственная премия Казахской ССР имени Абая за исторический роман-диологию «Аласапыран».
- 1996 (10 декабря) — присвоено почётное звание «Народный писатель Казахстана» (каз. Қазақстанның Халық жазушысы) — за большой вклад в отечественную литературу[12].
- 1997 — Лауреат Международной премии «За заслуги перед тюркским миром». Премию М. Магауину вручил в Анкаре 7 мая 1998 года лично президент Турецкой Республики Сулейман Демирель.
- 2005 — Орден Парасат[13].
- 1998 — Была вручена в Анкаре 7 мая 1998 года самим Президентом Турецкой Республики Сулейманом Демирелем. Писатель также является лауреатом Государственной премии Казахской ССР им. Абая за роман-дилогию «Вешние воды» (1984) и Государственной премии Республики Казахстан.